# Дерія Архан
Дерія Архан (тур. Derya Arhan; нар. 25 січня 1999, Байрампаша, Стамбул, Туреччина) — турецька футболістка, захисниця «ALG Spor» та національної збірної Туреччини. Виступала також за дівочі збірну Туреччини WU-15 та WU-17, а також за жіночу молодіжну збірну країни (WU-19).

## Клубна кар'єра

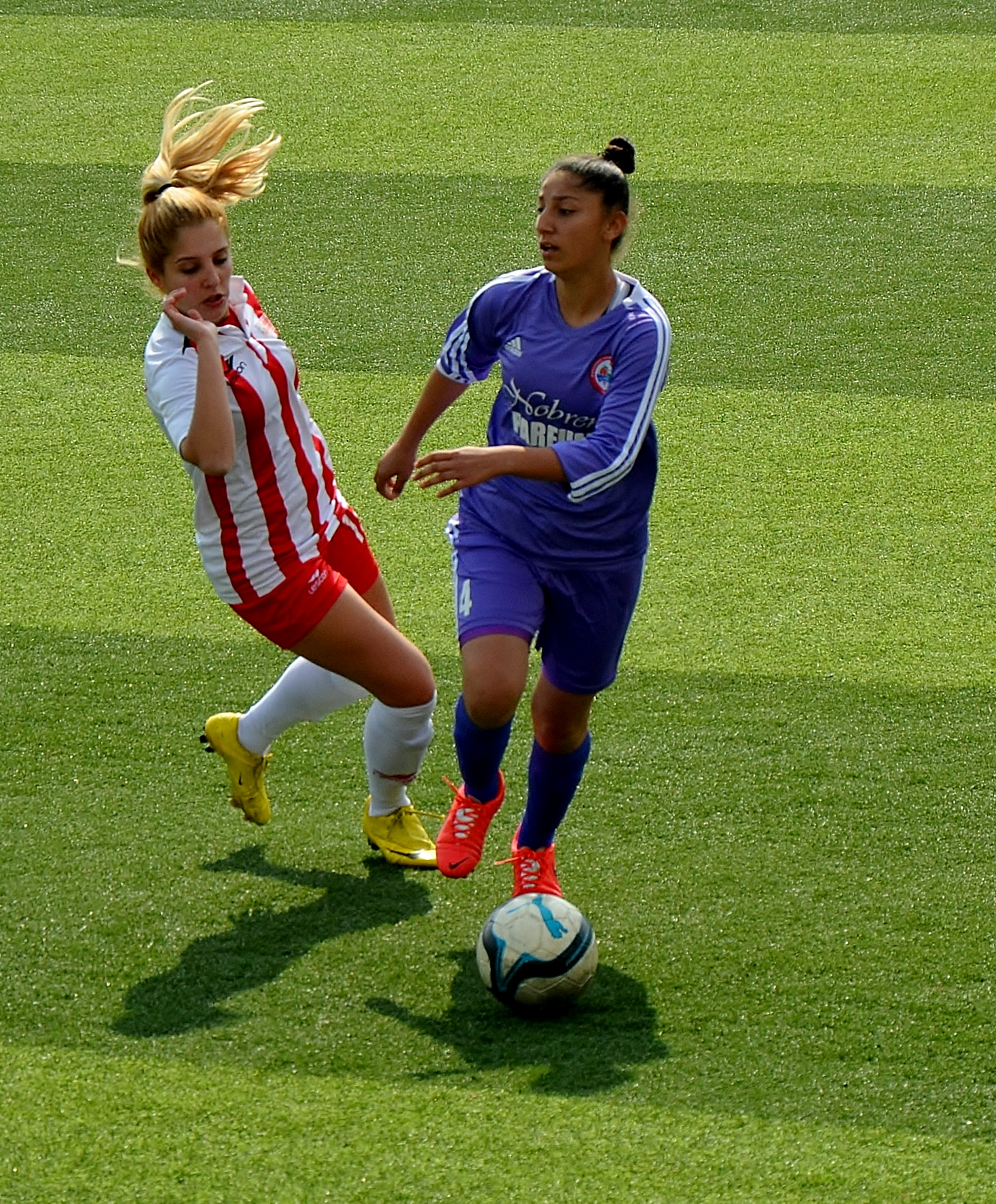
Дерія Архан (праворуч) під час виступів за «Кдз. Ереджилспор» у виїзному поєдинку Першої ліги Туреччини 2014/15 проти «Аташехір Беледієспора».

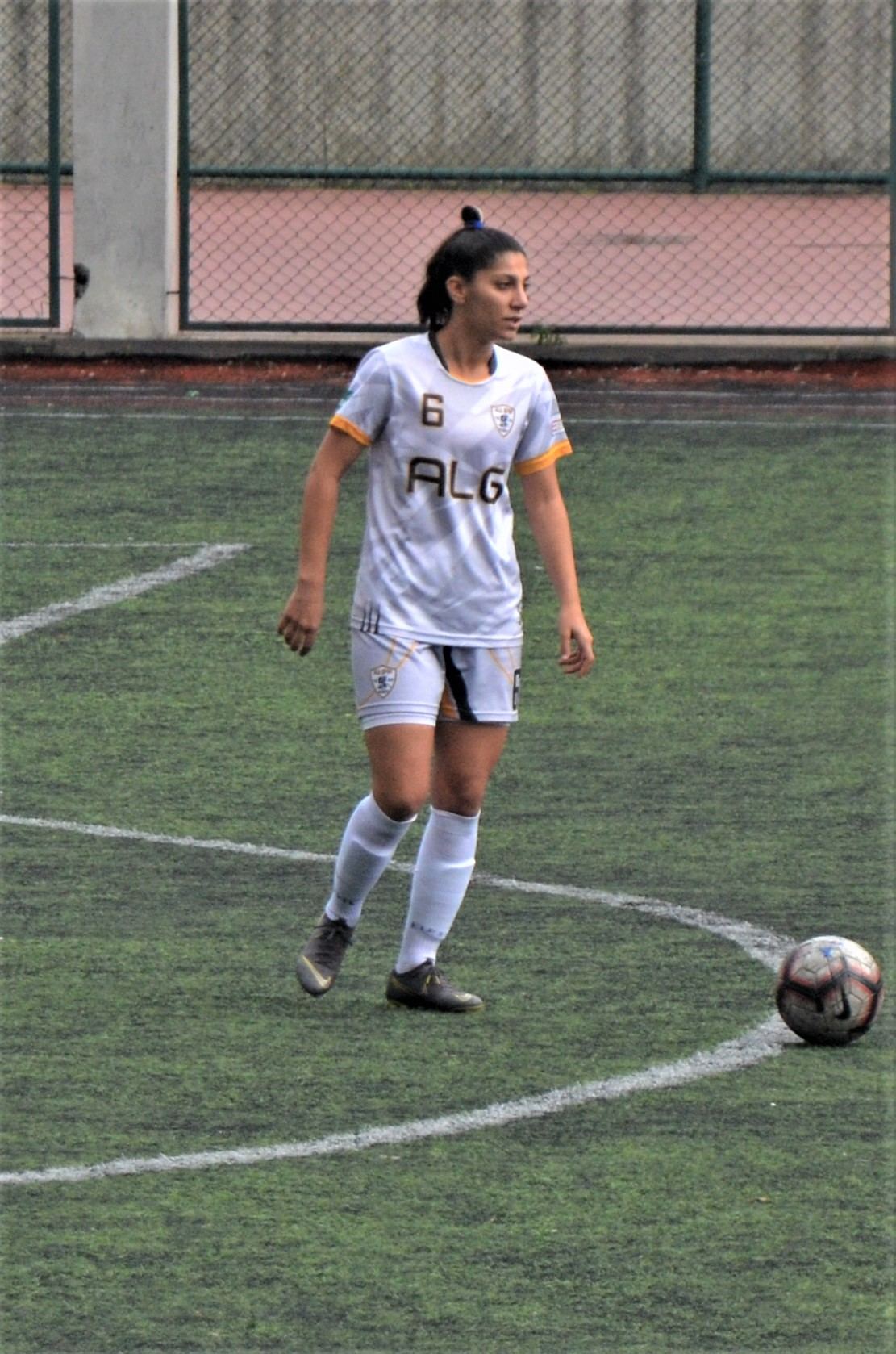
Дерія Архан у футболці «ALG Spor» під час сезону 2019/20 років.

25 травня 2011 року Дерія Архан отримала ліцензію на виступ у Сосьял Хізметлер Генчлик ве Спор з Кучук'ялі. 22 листопада 2012 року вона перейшла до «Кдз. Ереджилспор» і зіграла у новоствореній молодіжній команді клубу. Починаючи з сезону 2013/14 років почала грати у жіночій команді свого клубу у Першій лізі Туреччини.
Напередодні старту сезону 2018/19 років перейшла в «Бешикташ». За підсумками сезону 2018/19 років допомогла «Бешикташу» виграти Першу лігу Туреччину.
У липні 2019 року Архан перейшла до іспанського клубу «Санта-Тереза» з Бадахоса в Пімера Дивізіоні Б.
У жовтні 2019 року вона повернулася додому й підписала контракт з клубом з Газіантепу «ALG Spor». 3 листопада 2020 року зіграла у кваліфікаційному раунді жіночої Ліги чемпіонів УЄФА 2020–21 проти албанської команди «Влазнії» в албанському Шкодері, в якому відзначилася одним голом.
22 березня 2021 року переїхала в Україну й приєдналася до «Житлобуду-2», щоб виступити у Вищій лізі України. 26 березня 2021 року вперше потрапила до заявки команди, на програний (0:1) домашній поєдинок 2-го туру чемпіонату проти харківського «Житлобуда-1», але просиділа усі 90 хвилин на лаві запасних. У футболці харківського клубу дебютувала 2 квітня 2021 року в переможному (5:1) виїзному поєдинку 3-го туру Вищої ліги проти «Восхода» (Стара Маячка). Дерія вийшла на поле на 64-й хвилині, замінивши Вероніку Андрухів. Проте вже 4 квітня 2021 року залишила український клуб і повернулася до Туреччини, де незабаром після цього знову уклала договір з «ALG Spor».

## Кар'єра в збірній

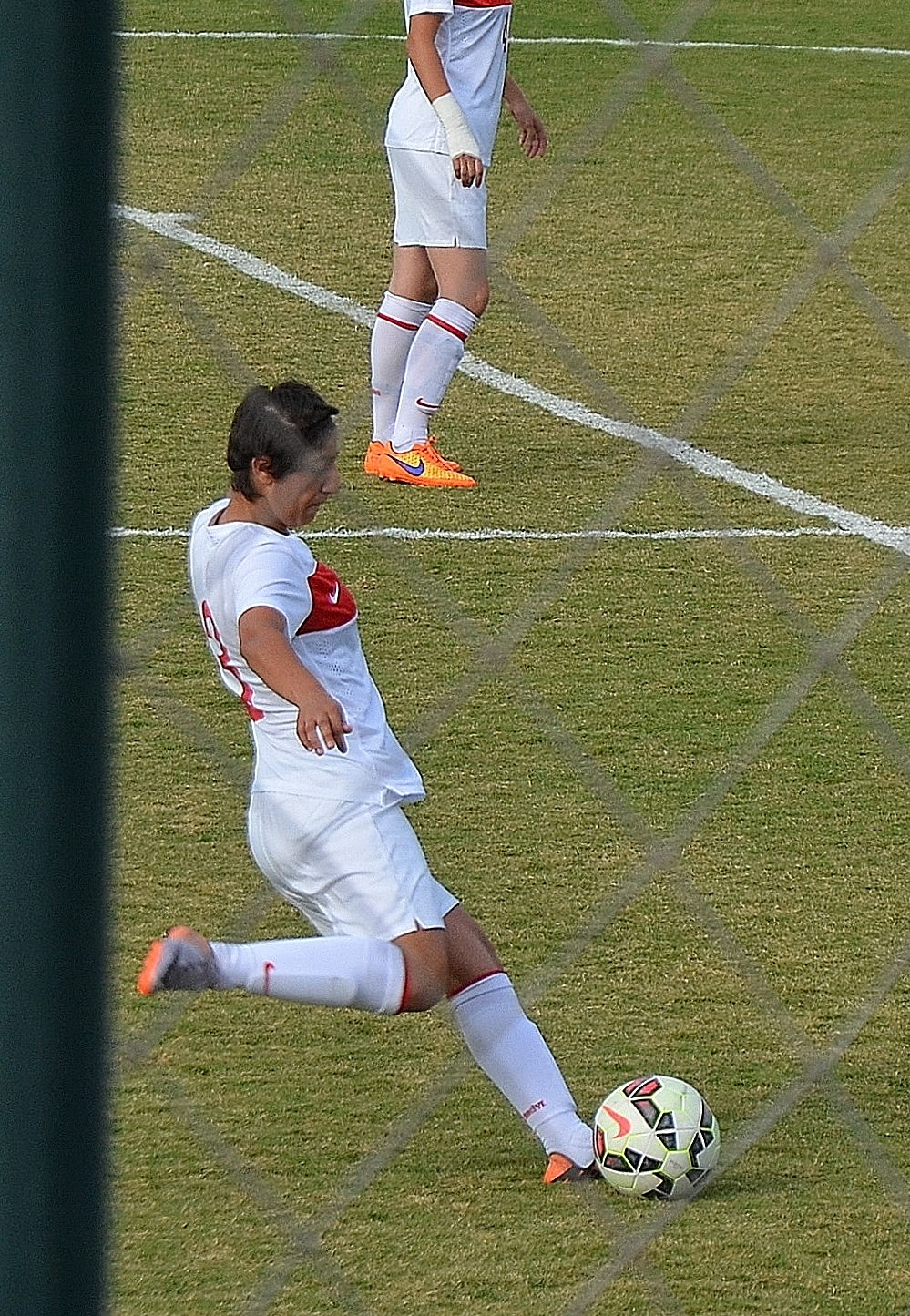
Дерія Архан під час гри за дівочу збірну Туреччини (WU-17).

Викликалася до дівочої збірної Туреччини (WU-15), у футболці якої дебютувала 2 жовтня 2013 року в товариському матчі проти одноліток з Азербайджану. За команду WU-15 провела два поєдинки, в яких відзначилася одним голом.
У футболці дівочої збірної Туреччини дебютувала 2 березня 2014 року в товариському матчі проти одноліток з Греції. Також виступала за вище вказану збірну на Турнірі розвитку УЄФА 2014 року та в поєдинках 8-ї групи кваліфікації дівочого чемпіонату Європи 2015 року.
З 2015 по 2018 рік виступала за молодіжну збірну Туреччини (WU-19). Одна з гравчинь команди, яка виграла Турнір розвитку УЄФА 2016 року. Зіграла у двох матчах 10-ї групи кваліфікації жіночого молодіжного чемпіонату Європи 2017 року, а також провела по три матчі у 2-й групі еліт-раунду кваліфікації молодіжного чемпіонату Європи 2017 року та в 10-й групі кваліфікації молодіжного чемпіонату Європи 2018 року. Загалом у складі команди WU-19 відзначилася 2-ма голами у 24-х поєдинках.
У футболці національної збірної Туреччини дебютувала 8 листопада 2018 року в товариському матчі проти збірної Грузії.
| Дата             | Місце                                                       | Суперник         | Змагання                                    | Результат        | Забитих м'ячів   |
| збірна Туреччини | збірна Туреччини                                            | збірна Туреччини | збірна Туреччини                            | збірна Туреччини | збірна Туреччини |
| ---------------- | ----------------------------------------------------------- | ---------------- | ------------------------------------------- | ---------------- | ---------------- |
| 27 жовтня 2020   | Сапсан-Арена, Москва, Росія                                 | Росія            | група A кваліфікації чемпіонату Європи 2022 | П 2–4            | 1                |
| December 1, 2020 | Спортивний комплекс Арслан Зекі Демірчи, Анталія, Туреччина | Росія            | група A кваліфікації чемпіонату Європи 2022 | П 1–2            | 1                |

## Клубна статистика
Станом на 1 грудня 2020.
| Клуб               | Сезон             | Ліга               | Ліга  | Ліга | Єврокубки | Єврокубки | Нац. кубок | Нац. кубок | Загалом | Загалом |
| Клуб               | Сезон             | Дивізіон           | Матчі | Голи | Матчі     | Голи      | Матчі      | Голи       | Матчі   | Голи    |
| ------------------ | ----------------- | ------------------ | ----- | ---- | --------- | --------- | ---------- | ---------- | ------- | ------- |
| «Кдз. Ереджилспор» | 2013–14           | Перша ліга         | 8     | 0    | –         | –         | 7          | 1          | 15      | 1       |
| «Кдз. Ереджилспор» | 2014–15           | Перша ліга         | 17    | 2    | –         | –         | 10         | 2          | 27      | 4       |
| «Кдз. Ереджилспор» | 2015–16           | Перша ліга         | 18    | 7    | –         | –         | 8          | 0          | 26      | 7       |
| «Кдз. Ереджилспор» | 2016–17           | Перша ліга         | 22    | 4    | –         | –         | 7          | 0          | 29      | 4       |
| «Кдз. Ереджилспор» | 2017–18           | Перша ліга         | 15    | 3    | –         | –         | 12         | 2          | 27      | 5       |
| «Кдз. Ереджилспор» | Загалом           | Загалом            | 80    | 16   | —         | —         | 44         | 5          | 124     | 21      |
| «Бешикташ»         | 2018–19           | Перша ліга         | 17    | 1    | -         | -         | 4          | 1          | 21      | 2       |
| «Бешикташ»         | Загалом           | Загалом            | 17    | 1    | -         | -         | 4          | 1          | 21      | 2       |
| «Санта-Тереза»     | 2019–20           | Прімера Дивізіон Б | 2     | 0    | -         | -         | 0          | 0          | 2       | 0       |
| «Санта-Тереза»     | Загалом           | Загалом            | 2     | 0    | -         | -         | 0          | 0          | 2       | 0       |
| «ALG Spor»         | 2019–20           | Перша ліга         | 15    | 5    | -         | -         | 1          | 0          | 16      | 5       |
| «ALG Spor»         | 2020–21           | Перша ліга         |       |      | 1         | 1         | 3          | 2          | 4       | 3       |
| «ALG Spor»         | Загалом           | Загалом            | 15    | 5    | 1         | 1         | 4          | 2          | 20      | 8       |
| Усього за кар'єру  | Усього за кар'єру | Усього за кар'єру  | 114   | 22   | 1         | 1         | 52         | 8          | 167     | 31      |

## Досягнення

### Клубні
«Бешикташ»
- Перша ліга Туреччини
  -  Чемпіон (1): 2018/19

ALG Spor
- Перша ліга Туреччини
  -  Чемпіон (1): 2019/20

### Збірна
молодіжна збірна Туреччини (WU-19)
- Турнір розвитку УЄФА
  -  Чемпіон (1): 2016